# Ahnsen
Ahnsen település Németországban, azon belül Alsó-Szászország tartományban. Lakosainak száma 993 fő (2023. december 31.).

## Népesség
A település népességének változása:
| Lakosok száma | 1079 | 1050 | 1036 | 1028 | 987  | 1015 | 993  |
|               | 2014 | 2016 | 2017 | 2019 | 2021 | 2022 | 2023 |